# آندراش کوزاک
آندراش کوزاک (مجاری: András Kozák؛ ۲۳ فوریه ۱۹۴۳ – ۲۴ فوریهٔ ۲۰۰۵) هنرپیشه اهل مجارستان بود.
از فیلم‌هایی که در آن نقش‌آفرینی کرده می‌توان به گردآوری، راه من به خانه، سکوت و فریاد، سرخ و سفید، باد زمستانی و خانم دری کجا هستی؟ اشاره کرد.
او بین سال‌های ۱۹۶۲ تا ۲۰۰۵ در بیش از ۷۰ فیلم بازی کرد و برندهٔ جوایزی همچون جایزه کوشوت شده‌است.